# Das Meeresungeheuer
Das Meeresungeheuer ist eine 1917 in ungarischer Sprache gedrehte Österreich-ungarische Stummfilmliebes- und Schauergeschichte. Karl Huszár spielte nicht nur die Titelrolle, sondern lieferte auch noch das Drehbuch.

## Handlung
Irgendwo in einem mondänen, europäischen Seebad. Die Badedirektion warnt alle jungen, schönen Frauen vor einem vor der Meeresküste lauernden Meeresungeheuer, dem Tryton, das sein Haupt aus den Wellen erhebt, um mit seinen glotzenden Fischaugen die holde Weiblichkeit in ihr Verderben, die Meeresfluten, zu ziehen. Zu den diesjährigen Badegästen zählt auch die Gattin des Chemikers Orenzi. Diese Lilly ist eine leichtlebige Frau, macht eine Eroberung nach der anderen und spielt Karten, bis sie all das Geld ihres Mannes verpulvert hat. Als sie das Plakat sieht, mit dem die Direktion vor dem Tryton warnt, ist dies umso mehr eine Herausforderung für Lilly. Sie entwickelt den Plan, weit auf das Meer hinauszurudern, um dem Meeresungeheuer einmal in die Augen blicken zu können. In Begleitung ihres Galans Albin schippert sie auf die offene See, und tatsächlich taucht der Tryton, mächtig und gewaltig und viel Wasser ausspeiend, vor sie auf. Mit seinen riesigen, mit Schwimmhäuten ausgestatteten Pranken greift er nach dem Ruderboot. Lilly schreit vor Angst, der Tryton ergreift sie und schleudert Albin, der die leichtsinnige Frau zu retten versucht, einfach aufs Meer hinaus. Schreckensbleich müssen die Strandbesucher mit anschauen, wie der Tryton Lilly raubt und sie fortschleppt. In seinem Versteck, einer Grotte, legt der Tryton die geraubte Frau ab. Um der Schönen seine Zuneigung zu zeigen, schleppt das Biest allerlei Korallen und Perlen heran und überschüttet sie damit. Lilly aber hat nur den Wunsch, so schnell wie möglich diesem nasskalten Versteck zu entfliehen.
Des Trytons Schwachstelle ist sein Diener, ein kleiner Tryton gewissermaßen. Lilly verspricht ihm ihre Liebe, sollte er sie zu den Menschen an den Strand zurücktragen. Der Diener lässt sich auf den Deal ein, und kaum ist Lilly zurück in den Armen ihres Mannes, überredet sie diesen, den kleinen Tryton als seinen Assistenten einzustellen. Ihre Liebesgaben erhält jener jedoch nicht, vielmehr wendet sich die untreue Schöne alsbald wieder Albin zu, der mittlerweile aus dem Meer gefischt wurde. Der große Tryton ist indes regelrecht liebeskrank und beschließt daher, sich auf die Suche nach Lilly zu machen und sich unter die Menschen zu begeben. Er kriecht aus dem Meer hervor und erkauft sich mit seinen Perlen Kleidung, wie sie europäische Menschen tragen. In diesem Aufzug geht Tryton zu Orenzi und stellt sich als australischer Perlenkönig vor, der ihm seine Frau abkaufen möchte. Da der Chemiker der ewigen Fremdgeherei seiner Gattin überdrüssig geworden ist, geht er auf diesen Handel ein, zumal er das Geld gut für seine Forschungstätigkeit gebrauchen kann. Lilly muss sich fügen, und beide leben fortan als Mann und Frau. Trytons Diener fühlt sich jedoch von Lilly hintergangen und will sich an ihr rächen und sich zugleich bei seinem alten Chef lieb Kind machen. Und so überwacht er Lilly und petzt Tryton sogleich deren neuesten Seitensprung – wieder einmal mit Albin. Der kleine Tryton führt den großen Tryton zum außerehelichen Rendezvous, worauf sich das einstige Meeresungeheuer auf Albin stürzen möchte. Doch der greift zu seiner Verteidigung zu einem Revolver und schießt. Die Kugel trifft jedoch Trytons Diener, der tödlich getroffen zu Boden sinkt. Der große Tryton ist ob der Bösartigkeit, zu der Menschen offensichtlich imstande sind, derart angewidert und verlässt den Schauplatz des Todes mit Ekel. Dann kehrt er in sein wahres Element, das Meer, zurück.

## Produktionsnotizen
A Tryton hieß in Österreich wortwörtlich aus dem Ungarischen übersetzt Der Tryton und entstand 1917 in Budapester Ateliers. Der vom Titelhelden Karl Huszár ebenfalls geschriebene Film besaß eine Länge von vier Akten und wurde im selben Jahr uraufgeführt. Noch zu k.u.k.-Zeiten lief der Film auch in einer deutschsprachigen Fassung in Wien an. Im Deutschen Reich konnte man Der Tryton unter dem Titel Das Meeresungeheuer, mutmaßlich ebenfalls noch 1917, gleichfalls sehen. Der Kinematograph Nr. 567 berichtete 1917 von dem Film, einem sehr seltenen Beispiel einer frühen Schauergeschichte aus der k.u.k.-Zeit.
Die Bauten stammen von Stefan Lhotka, der damals in seiner Heimat noch als Lhotka Szirontai geführt wurde.

## Kritik
„Der Tryton ist eine Phantasie voll Geist und Witz. Herrliche Naturaufnahmen sind es, sie bei diesem Filmwerke besonders ins Auge fallen und dem Bilde einen eigenartigen Reiz verleihen.“